# Погорельская (Устьянский район)
Погорельская — деревня в Устьянском районе Архангельской области.

## География
Находится в южной части Архангельской области на расстоянии приблизительно 19 км на юг по прямой от административного центра района поселка Октябрьский.

## История
В 1859 году здесь (деревня Вельского уезда Вологодской губернии) было учтено 9 дворов. До 2022 года была в составе Ростовско-Минского сельского поселения до его упразднения.

## Население
Численность населения: 56 человек (1859 год), 1 (русские 100 %) в 2002 году, 0 в 2010.